# 사카테카스뒤쥐
사카테카스뒤쥐(Sorex emarginatus)는 땃쥐과에 속하는 포유류의 일종이다. 멕시코의 토착종이다.

## 특징
낮에도 활동하지만, 밤에 가장 활동적이다. 땅 위에서 혼자 생활한다. 식욕이 왕성한 것이 특징이다. 2~3시간마다 먹이를 먹어야 하고 하루에 몸무게의 80~90%에 달하는 먹이를 섭취해야 한다. 주로 곤충을 먹는다. 몸집이 너무 작아 충분한 체지방을 축적할 수 없어서 겨울잠을 자지 않고 필요에 따라 깊은 잠을 잔다. 온대림에 서식한다. 멕시코 두랑고·사카테카스·할리스코에 분포한다. 일반적으로 해발 1,830~3,660m에서 발견된다.